# Antoonops nebula
Antoonops nebula là một loài nhện trong họ Oonopidae.
Loài này thuộc chi Antoonops. Antoonops nebula được miêu tả năm 2008 bởi Fannes & Jocqué.